# Alto Paraíso de Goiás
Alto Paraíso de Goiás é um município brasileiro localizado no nordeste do estado de Goiás. A cidade está situada na Chapada dos Veadeiros e, desde 2001, na Área de Proteção Ambiental - APA de Pouso Alto. Localiza-se a 230 km de Brasília e a 412 km de Goiânia. Localizada no Planalto Central do Brasil, em região caracterizada pelo bioma do cerrado, oferece diversas atrações naturais relacionadas ao ecoturismo.

## Acesso ao município
O acesso à cidade ocorre por intermédio da rodovia estadual GO-118. Se o ponto de origem for Brasília, que é capital brasileira mais próxima de Alto Paraíso de Goiás, o condutor deverá optar pela saída norte do Distrito Federal e, posteriormente, atravessar o povoado de São Gabriel e o município de São João d'Aliança, ambos no estado de Goiás. Partindo de Goiânia deve-se seguir pela BR-060 rumo à Brasília e dali tomar o mesmo caminho em direção a Alto Paraíso de Goiás. Há um segundo caminho alternativo a partir de Goiânia, via BR-414 através de Anápolis, todavia neste caminho há um trecho de cerca de 14 km de estrada não pavimentada entre as cidades de Niquelândia e Colinas do Sul, chegando ao município de Alto Paraíso de Goiás primeiramente pelo povoado de São Jorge, via rodovia GO-239.
Existem, também, linhas regulares e diárias de ônibus que saem de Goiânia e do Distrito Federal rumo a Alto Paraíso de Goiás, a partir da Rodoviária Central de Goiânia e da Rodoviária Interestadual de Brasília.
A cidade de Alto Paraíso possui um pequeno aeroporto, mas não é servida por grandes linhas comerciais de aviação. Aparentemente, a pista é utilizada apenas para jatos menores ou fretados.
De forma crescente, há ciclistas que percorrem a GO-118 e a GO-239, nos trechos que correspondem, respectivamente, a Brasília-Alto Paraíso e a Alto Paraíso-São Jorge. É importante observar, contudo, que apenas o segundo trajeto dispõe de ciclofaixa em toda a sua extensão.
O caminho para o povoado de São Jorge ocorre em uma bifurcação da GO-118, que dá acesso à GO-239, sentido oeste; tal entrada encontra-se no trevo principal da cidade de Alto Paraíso. O trecho entre Alto Paraíso e São Jorge tem cerca de 35 quilômetros: antes uma estrada de terra, foi completamente asfaltado e, conforme ressaltado, tem pista paralela específica para ciclistas. [carece de fontes?]

## Turismo

### Cidade de Alto Paraíso

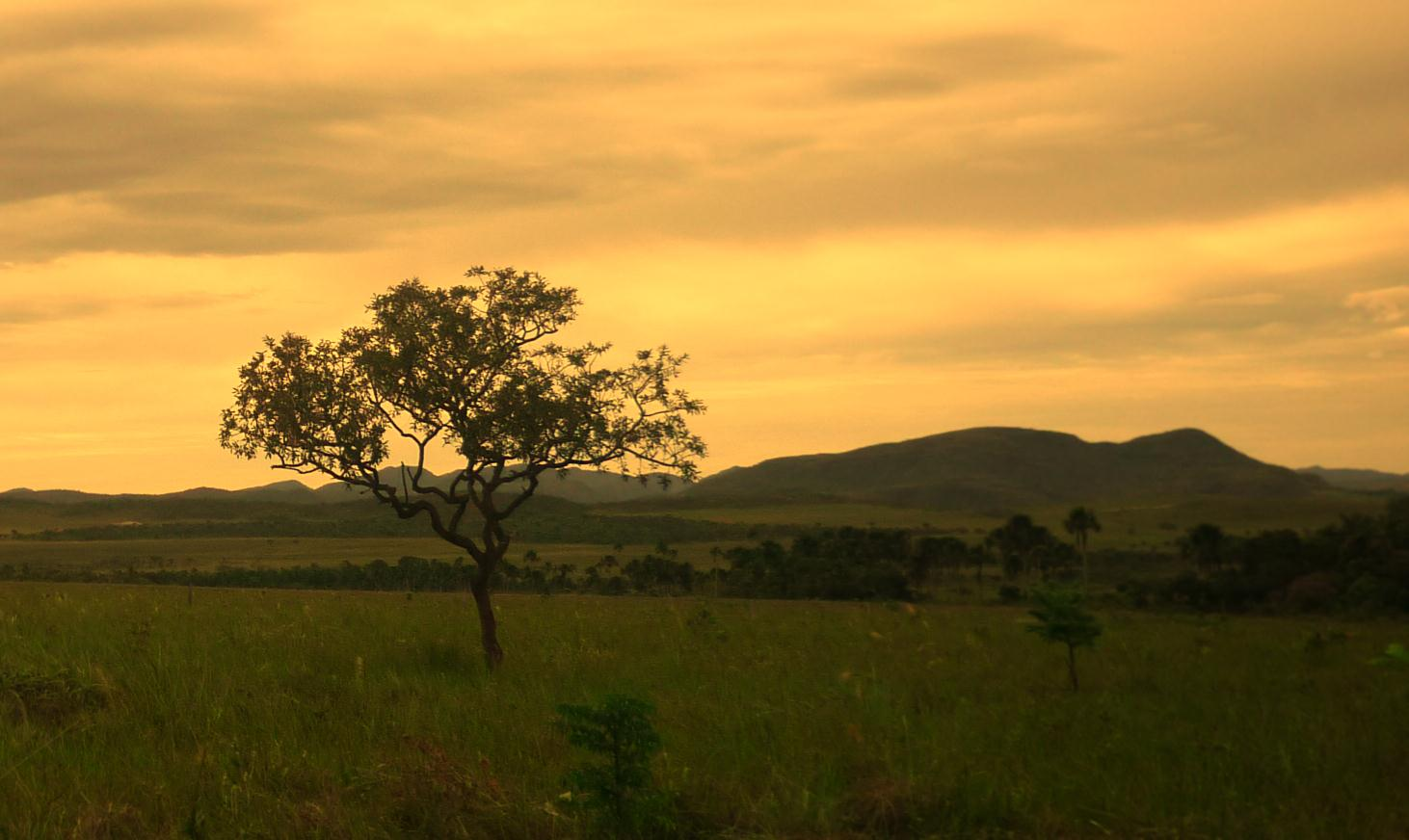
Pôr-do-sol em Alto Paraíso de Goiás

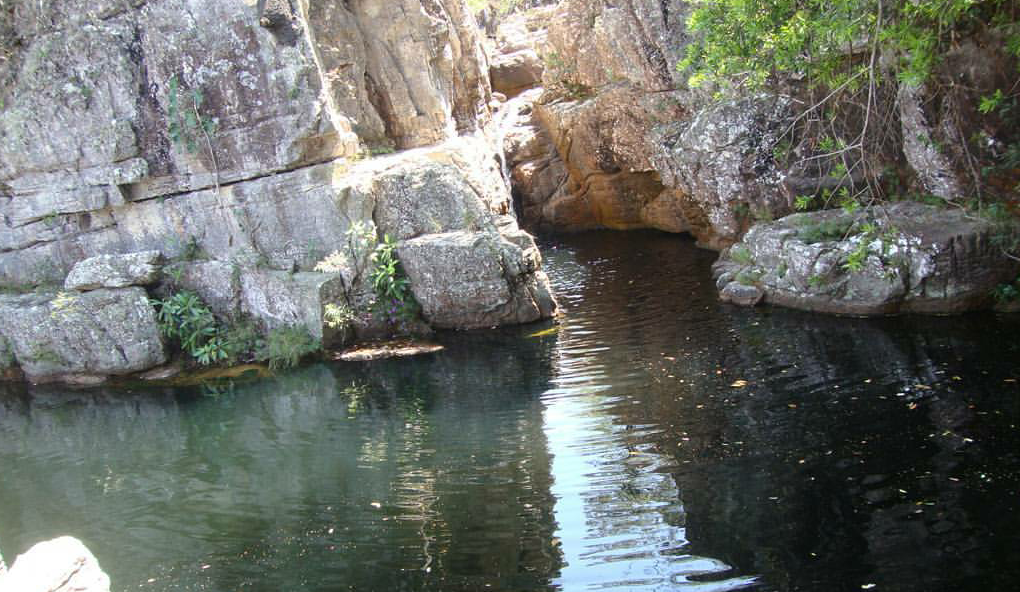
Veredas

A cidade de Alto Paraíso situa-se a poucas dezenas de quilômetros do Parque Nacional da Chapada dos Veadeiros. A cidade de Alto Paraíso conta com infraestrutura urbana mais desenvolvida que a do povoado de São Jorge, pois dispõe de uma quantidade maior de pousadas, bares, restaurantes, lojas de artigos específicos, pequenas praças, bancos e caixas eletrônicos, mercados, farmácias, padarias etc.
Além disso, a cidade de Alto Paraíso representa um ponto estratégico dentro da Chapada dos Veadeiros, por ser próxima e mais equidistante de numerosas cachoeiras, matas e trilhas - ao passo que o povoado de São Jorge, embora constitua uma atração interessante, é mais isolado de vários outros pontos turísticos da Chapada.
No que concerne às atrações ecoturísticas nas proximidades da cidade de Alto Paraíso, podem ser destacados, entre outros:
- o Parque Nacional da Chapada dos Veadeiros, já mencionado;
- a cachoeira de São Bento;
- a Cachoeira do Cristal (também conhecida como "dos Cristais");
- o Morro da Baleia;
- a Catarata dos Couros;
- a cachoeira Almécegas I;
- a cachoeira Almécegas II;
- a cachoeira Loquinhas;
- o Vale da Lua;
- o Poço Encantado;
- a Cachoeira de São Vicente;
- o Jardim de Maytreia;
- a Cachoeira do Segredo;
- a cachoeira Raizama;
- a Cachoeira do Macaquinho;
- a cachoeira Carioquinhas;
- a cachoeira Anjos e Arcanjos;
- o Cânion do Rio Preto;
- o Sertão Zen;
- a cachoeira do Vale do Rio Macaco; e
- a Cachoeira da Muralha.

A cidade de Alto Paraíso também dispõe de algumas atrações turísticas urbanas, tais como:
- a Avenida Ary Valadão Filho, principal via urbana que concentra diversas lojas, bares, restaurantes e atividades culturais;
- a Praça do Skate;
- a Praça do Bambu;
- a Praça da Rodoviária;
- o cerrado em volta da Pista do Aeroporto de Alto Paraíso, situado a poucos quilômetros da cidade;
- o ginásio de esportes da cidade, situado ao lado da Prefeitura;
- o povoado quilombola do Moinho, comunidade localizada a poucos quilômetros de Alto Paraíso e conhecida por seus saberes tradicionais e pelo pequeno comércio de produtos artesanais típicos da região;
- passeios de balão (balonismo), prestados por empresas privadas;
- festivais gastronômicos, culturais e de música, que ocorrem ao longo do ano e que têm programação variada; e
- incontáveis atividades e terapias alternativas ou esotéricas, disponíveis em vários pontos da cidade.[carece de fontes?]

### Povoado de São Jorge e Parque Nacional da Chapada dos Veadeiros
Ainda dentro do município de Alto Paraíso, mas longe da cidade, está estabelecido o povoado de São Jorge, ao lado da entrada do Parque Nacional da Chapada dos Veadeiros. O vilarejo de São Jorge tem estrutura mais rústica e ruas de terra, abrangendo poucas casas e alguns campings, pousadas, restaurantes e bares. É um destino especialmente recomendado para pessoas que desejam um ambiente natural isolado dos grandes centros urbanos. No entanto, deve-se alertar que o povoado também costuma receber um grande fluxo de jovens e de estudantes universitários, especialmente em feriados ou temporadas de férias, tornando o local um ponto frequente, nesses períodos, de pequenas festas e de carros de som.
O Parque Nacional oferece belíssimas paisagens e atrações naturais, bem como diferentes opções de cachoeiras e de trilhas com distâncias variáveis. Porém, os visitantes devem atentar para o fato de que alguns percursos podem estender-se por vários quilômetros em terreno bastante irregular, com subidas e descidas, motivo pelo qual é recomendável que os turistas disponham de algum condicionamento físico antes de selecionar itinerários mais longos. De qualquer forma, trilhas e cachoeiras acessíveis também estão disponíveis em praticamente todas as localidades da Chapada dos Veadeiros; informações sobre elas podem ser obtidas nas pousadas e com os guias turísticos da região.

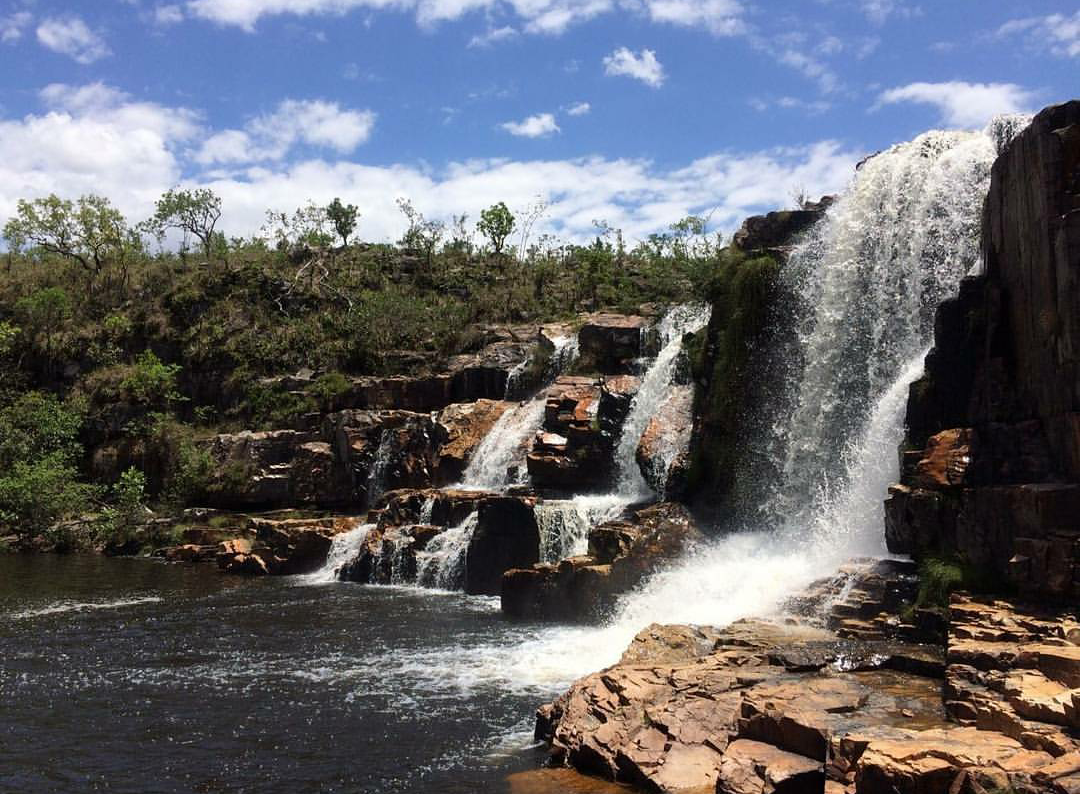
Catarata dos Couros

### Temporadas e precauções
A alta temporada para turismo na região da Chapada dos Veadeiros é o período da seca no cerrado de Goiás, entre os meses maio e setembro de cada ano. No período de chuvas, especialmente entre outubro e março, o turismo é perfeitamente viável, mas se recomenda que os turistas consultem equipes de hotel, pousadeiros e guias a respeito da existência de chuva na cabeceira de algumas cachoeiras, notadamente no Vale da Lua.
Numerosos passeios na Chapada dos Veadeiros são seguros. Excepcionalmente, certas trilhas mais extensas, difíceis ou distantes da cidade podem envolver um nível moderado de risco, motivo pelo qual pode ser obrigatório o acompanhamento por um guia turístico, por questões de segurança no passeio. Em caso de dúvida, o Centro de Atendimento ao Turista de Alto Paraíso de Goiás pode ser consultado.

## Geografia

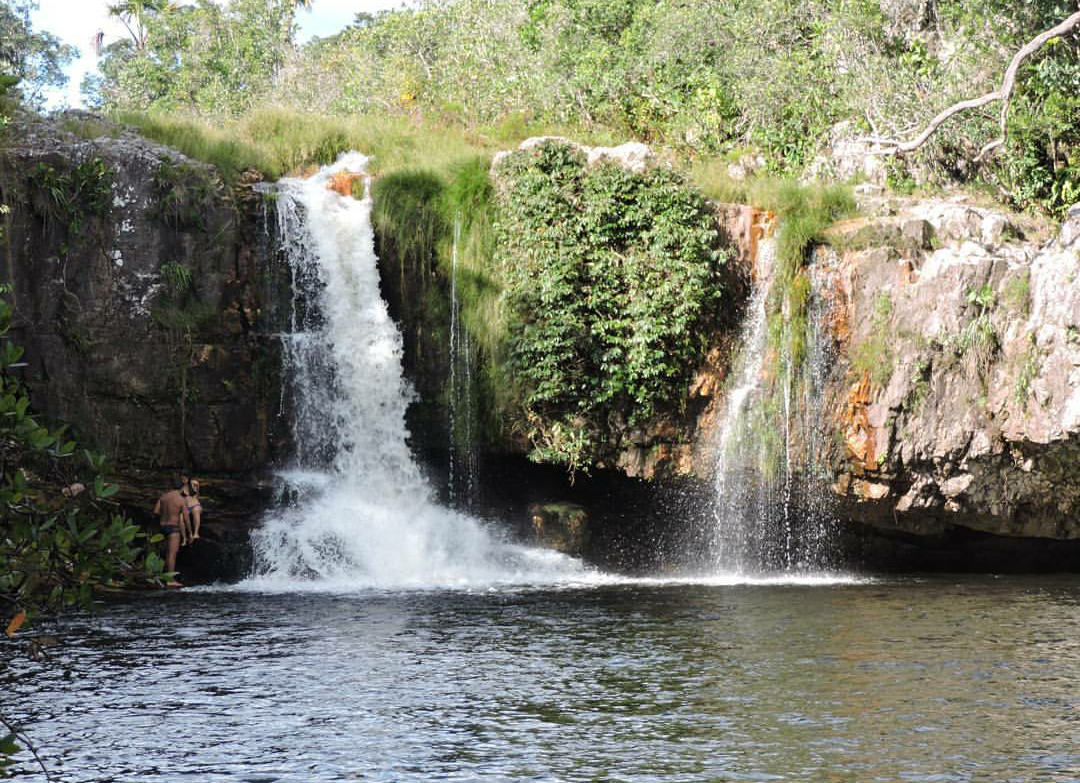
Cachoeira São Bento

Dentro dos limites do município de Alto Paraíso de Goiás, fica localizado o Morro do Pouso Alto, ponto mais alto do estado de Goiás, de toda a Região Centro-Oeste do Brasil e do Planalto Central, com 1.691 metros de altura. O morro fica localizado em área próxima à GO-118, no sentido norte (Teresina de Goiás). A altitude da sede do município é de 1.232,60m, sendo também a cidade mais alta do Centro-Oeste e do Planalto Central. Sua altitude a torna uma das cidades mais altas e frias do estado de Goiás, ao lado de Cristalina.
O clima local um tropical semiúmido, tipo Aw, sendo úmido e mais quente no verão e seco e ameno no inverno, quando a umidade relativa do ar comumente alcança níveis críticos.[carece de fontes?] Em junho de 2007, o Instituto Nacional de Meteorologia (INMET) abriu uma estação meteorológica automática na cidade. A menor temperatura registrada por esta estação ocorreu em 19 de maio de 2022, com mínima de 4,4 °C, enquanto a maior atingiu 35,2 °C em 8 de outubro de 2020, seguido por 34,9 °C em 21 de setembro de 2019.
| Dados climatológicos para Alto Paraíso de Goiás                                                            | Dados climatológicos para Alto Paraíso de Goiás | Dados climatológicos para Alto Paraíso de Goiás | Dados climatológicos para Alto Paraíso de Goiás | Dados climatológicos para Alto Paraíso de Goiás | Dados climatológicos para Alto Paraíso de Goiás | Dados climatológicos para Alto Paraíso de Goiás | Dados climatológicos para Alto Paraíso de Goiás | Dados climatológicos para Alto Paraíso de Goiás | Dados climatológicos para Alto Paraíso de Goiás | Dados climatológicos para Alto Paraíso de Goiás | Dados climatológicos para Alto Paraíso de Goiás | Dados climatológicos para Alto Paraíso de Goiás | Dados climatológicos para Alto Paraíso de Goiás |
| Mês | Jan                                             | Fev                                             | Mar                                             | Abr                                             | Mai                                             | Jun                                             | Jul                                             | Ago                                             | Set                                             | Out                                             | Nov                                             | Dez                                             | Ano                                             |
| --- | ----------------------------------------------- | ----------------------------------------------- | ----------------------------------------------- | ----------------------------------------------- | ----------------------------------------------- | ----------------------------------------------- | ----------------------------------------------- | ----------------------------------------------- | ----------------------------------------------- | ----------------------------------------------- | ----------------------------------------------- | ----------------------------------------------- | ----------------------------------------------- |
| Temperatura máxima recorde (°C)                                                                            | 31,2                                            | 30,5                                            | 31                                              | 30,7                                            | 30,2                                            | 31                                              | 29,6                                            | 34,5                                            | 34,9                                            | 35,2                                            | 33,4                                            | 32,1                                            | 35,2                                            |
| Temperatura mínima recorde (°C)                                                                            | 13,2                                            | 13,4                                            | 13,2                                            | 11,6                                            | 4,4                                             | 7,9                                             | 7,9                                             | 8                                               | 9,4                                             | 13,7                                            | 14,3                                            | 13,5                                            | 4,4                                             |
| Precipitação (mm)                                                                                          | 246,6                                           | 205,4                                           | 197,7                                           | 71,6                                            | 35,4                                            | 4,8                                             | 2,3                                             | 5,6                                             | 44,3                                            | 135                                             | 230,1                                           | 258,6                                           | 1 437,4                                         |
| Fontes: SIEG/GO (médias de precipitação: 1976-2001) e INMET (recordes de temperatura: 04/06/2007-presente) |                                                 |                                                 |                                                 |                                                 |                                                 |                                                 |                                                 |                                                 |                                                 |                                                 |                                                 |                                                 |                                                 |